# Clambake (álbum)
Clambake es el trigésimo álbum del músico y cantante estadounidense Elvis Presley, publicado por la compañía discográfica RCA Victor en octubre de 1967. El álbum, una nueva banda sonora de la película homónima, fue grabado en el RCA Studio B de Nashville, Tennessee los días 21, 22, y 23 de febrero y el 6 de marzo de 1967 en los Annex Studio's Hollywood, en California. Las canciones "Bonus" que se incluyeron en el álbum, pertenecen a las sesiones de septiembre que tuvieron lugar en los RCA Studio B de Nashville. Alcanzó el puesto 40 en la lista estadounidense Billboard 200.

## Contenido
A finales de 1966, Presley ya no tenía el mismo nivel de ventas de sus primeros diez años de carrera. Del mismo modo, el músico tampoco tenía entusiasmo en realizar más bandas sonoras de sus propias películas, lo cual puso en peligro el proyecto antes de comenzar. Las sesiones de grabación resultaron un fracaso: de las ocho canciones grabadas, dos no fueron incluidas en la película, e incluso con «How Can You Lose What You Never Had» restaurada a la banda sonora, dejó un álbum de apenas siete canciones.
El álbum pronto se convirtió en un punto de inflexión de la carrera de Presley. Después de muchos años produciendo películas y bandas sonoras con un éxito de taquilla y de ventas cada vez inferior, Presley había pasado su mejor momento artístico. Debido a ello, Presley decidió comenzar a grabar música compuesta por artistas de éxito. Una primera sesión para grabar más material en Hollywood fue cancelada en agosto y reprogramada en los RCA Studios en septiembre.
Haciendo caso omiso de los derechos de publicación, Presley cogió canciones que apelaban a él personalmente, como «You Don't Know Me», un éxito de country de Eddy Arnold, y «Big Boss Man». Ambas canciones fueron publicadas como sencillo a finales de septiembre antes de ser añadidas al álbum, y la cara A llegó solo a entrar en el top 40. Presley también pidió una canción de Jerry Reed que había escuchado en la radio, e invitó al propio músico a duplicar su distintiva parte de guitarra. Después de grabarla, Reed se negó a entregar el porcentaje habitual de derechos de edición a Freddy Bienstock. Cinco canciones de estas sesiones fueron seleccionadas para la banda sonora final.
Incluyendo Clambake, de sus quince álbumes desde Pot Luck, solo tres no habían sido bandas sonoras: un recopilatorio de grandes éxitos, Elvis' Golden Records Volume 3, otro de descartes, Elvis for Everyone!, y el álbum de gospel How Great Thou Art. Incluso con sus últimas canciones, Clambake vendió menos de 200.000 copias, una cifra aun inferior a la de su predecesor, Double Trouble.

## Lista de canciones
| Cara A |                               |                            |          |  |
| N.º    | Título                        | Escritor(es)               | Duración |  |
| 1.     | «Guitar Man»                  | Jerry Reed                 | 2:30     |  |
| 2.     | «Clambake»                    | Ben Weisman, Sid Wayne     | 2:36     |  |
| 3.     | «Who Needs Money»             | Randy Starr                | 3:15     |  |
| 4.     | «A House That Has Everything» | Roy C. Bennett, Sid Tepper | 2:14     |  |
| 5.     | «Confidence»                  | Roy C. Bennett, Sid Tepper | 2:33     |  |
| 6.     | «Hey, Hey, Hey»               | Joy Byers                  | 2:30     |  |

| Cara B |                                       |                           |          |  |
| N.º    | Título                                | Escritor(es)              | Duración |  |
| 1.     | «You Don't Know Me»                   | Cindy Walker, Eddy Arnold | 2:27     |  |
| 2.     | «The Girl I Never Loved»              | Randy Starr               | 1:52     |  |
| 3.     | «How Can You Lose What You Never Had» | Ben Weisman, Sid Wayne    | 2:27     |  |
| 4.     | «Big Boss Man»                        | Luther Dixon, Al Smith    | 2:50     |  |
| 5.     | «Singing Tree»                        | A.L. Owens, A.C. Solberg  | 2:17     |  |
| 6.     | «Just Call Me Lonesome»               | Rex Griffin               | 2:05     |  |

## Personal
- Elvis Presley − voz
- The Jordanaires −  coros
- Millie Kirkham, Dolores Edgin, June Page, Priscilla Hubbard − coros
- Boots Randolph, Norm Ray − saxofón
- Pete Drake − pedal steel guitar
- Scotty Moore, Chip Young − guitarra eléctrica
- Jerry Reed − guitarra eléctrica
- Charlie McCoy − órgano, armónica
- Floyd Cramer, Hoyt Hawkins − piano, órgano
- Bob Moore − contrabajo
- D. J. Fontana, Buddy Harman − batería

## Posición en listas
| País           | Lista                | Posición |
| -------------- | -------------------- | -------- |
| Estados Unidos | Billboard Pop Albums | 40       |